# 텔로스
텔로스(τέλος, telos, "끝", "목적", "목표")는 철학자 아리스토텔레스가 실체 또는 인간미술의 작품의 최종원인(목적인)을 가리키기 위해 사용한 용어이다.
텔로스는 목표, 목적, 의도적 관점으로 사물의 합목적성을 연구하는 목적론을 의미하는 텔레올로지(teleology)의 어근이다. 모든 것에 텔로스가 있다는 아리스토텔레스의 개념은 인식론에도 기여를 했다.

## 같이 보기
- 코나투스
- 형이상학
- 플라톤
- 목적론적 논증